# Alfredo Pastor Mengual
Alfredo Pastor Mengual (Pego, 1875 - 9 de desembre de 1955) fou un advocat i polític valencià. Llicenciat en dret, va militar al sector Demòcrata del Partit Liberal Fusionista, amb el qual fou escollit per primer cop diputat de la Diputació d'Alacant el 1904 pel districte de Pego-Cocentaina. Va formar part de les comissions d'hisenda, turisme, interior i altres. De 1911 a 1912 i de 1919 a 1920 fou vicepresident de la comissió provincial. Fou president de la Diputació d'Alacant des del 15 de març fins a l'1 d'agost de 1919. Durant la dècada de 1920 va dirigir el Partir Demòcrata a Pego.